# 德克薩斯號核子動力潛艇
德克薩斯號核動力攻擊潛艦（SSN-775）是一艘維吉尼亞級核動力攻擊潛艦，也是美國海軍第四艘以美國德克薩斯州命名的軍艦。德克薩斯號核子動力潛艇于2002年7月12日安放龙骨。